# Liste der Naturdenkmale in Steinau an der Straße
Die Liste der Naturdenkmale in Steinau an der Straße nennt die in der Stadt Steinau an der Straße im Main-Kinzig-Kreis gelegenen Naturdenkmale.
| Bild            | Bezeichnung                    | Ortsteil, Lage                          | Beschreibung | Art        | Nr.    |
| --------------- | ------------------------------ | --------------------------------------- | ------------ | ---------- | ------ |
| BW              | Kastanie                       | Steinau 50° 18′ 38,4″ N, 9° 27′ 4,9″ O  |              |            | 435116 |
| BW              | 2 Eichen und Roßkastanienallee | Steinau 50° 19′ 56,9″ N, 9° 28′ 39,5″ O |              |            | 435118 |
| BW              | Hohensteinklippen              | Steinau 50° 20′ 52,3″ N, 9° 27′ 15,2″ O |              |            | 435122 |
| BW              | Kaiserkanzel                   | Steinau 50° 21′ 2″ N, 9° 27′ 20,1″ O    |              |            | 435123 |
| Fotos hochladen | Wacholderheide und Eiche       | Steinau 50° 18′ 5,6″ N, 9° 29′ 10,7″ O  |              |            | 435124 |
| BW              | Linde                          | Sarrod 50° 20′ 58,2″ N, 9° 24′ 12,5″ O  |              |            | 435125 |
| BW              | Bergahorn                      | Sarrod 50° 20′ 55,3″ N, 9° 23′ 29,1″ O  |              | Berg-Ahorn | 435126 |

## Belege
1. ↑  
Naturdenkmale im Main-Kinzig-Kreis. (PDF; 74 kB) Umweltbericht MKK. Main-Kinzig-Kreis, August 2015, archiviert vom Original (nicht mehr online verfügbar) am 24. Januar 2016; abgerufen am 22. Januar 2016.

- Karte mit allen Koordinaten:
- OSM |
- WikiMap